# Societa Industrie Elettroniche
Pour les articles homonymes, voir SIEL.
 (mai 2025).
Si vous disposez d'ouvrages ou d'articles de référence ou si vous connaissez des sites web de qualité traitant du thème abordé ici, merci de compléter l'article en donnant les références utiles à sa vérifiabilité et en les liant à la section « Notes et références ».

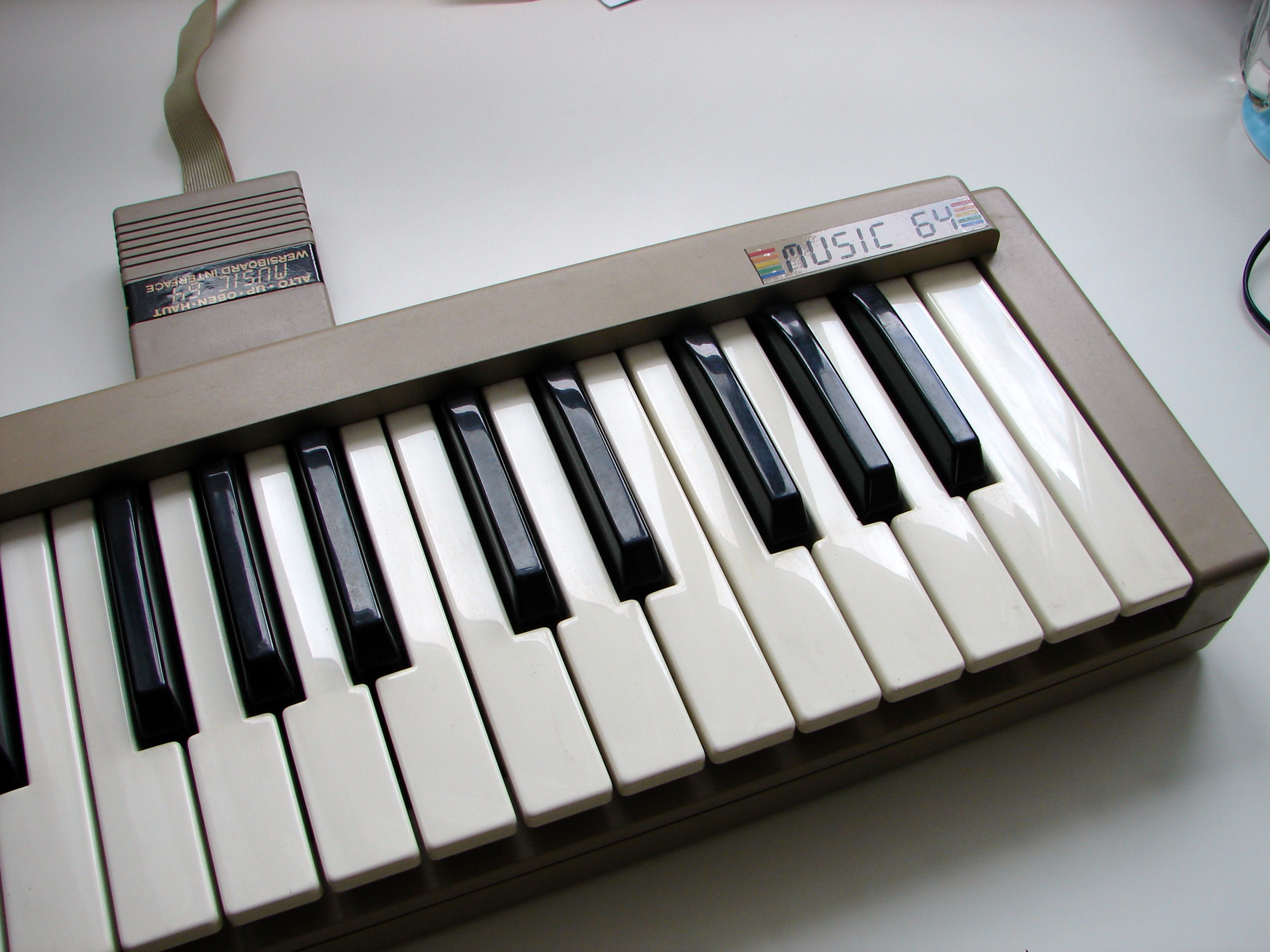
Societa Industrie Elettroniche

Societa Industrie Elettroniche (abrégé SIEL) est une firme italienne ayant fabriqué des synthétiseurs et quelques autres instruments électroniques de la fin des années 1970 à la fin des années 1980.

## Histoire
L'évolution de SIEL s'inscrit dans le contexte du développement de l'industrie des instruments de musique en Italie, industrie très dynamique dans les années 1960 et 1970, et qui voit des marques telles que Farfisa, Galanti, GEM, Crumar, Elka, Bontempi occuper une place importante dans le marché des claviers électroniques, notamment des "spinnets" (orgues électroniques de salon) et des synthétiseurs. Les produits SIEL -essentiellement des synthétiseurs- pénètrent ce marché à la fin des années 1970 au moment où celui-ci se caractérise par l'arrivée massive des produits japonais, celle-là même qui par effet de concurrence affaiblit définitivement l'industrie italienne des instruments de musique. L'hégémonie des synthétiseurs japonais (notamment des marques Yamaha, Korg et Roland) dans les années 1980 explique certainement les choix de design des instruments SIEL -assez proche de ce qui se fait alors au pays du soleil levant-, de leur coloration sonore (en particulier les Dk-80 / Ex-80, dont les sons sont très proches des Korg Poly-800 / Ex-800), ainsi que l'existence d'un partenariat liant SIEL avec Suzuki (notamment pour la distribution de l'Ex-80 par cette marque sous le nom de Sx-500).

## Instruments
La gamme de produits est essentiellement composée de synthétiseurs analogiques, dont Cruise, Orchestra, Orchestra 2, Dk-70, Ex-80, Dk-80, Expander, Opera 6, Dk-600, Dk-700, Kiwi. 
Leur architecture est classique, la plupart possédant des oscillateurs à commande digitale (DCO), ainsi qu'un VCF, des LFO, et des générateurs d'enveloppe (ADSR). La majorité de ces claviers possède une implantation MIDI.
SIEL a également fabriqué une boîte à rythmes numérique (MDP-40, également distribuée sous les noms de Keytek MDP-40 et Suzuki RPM-40), ainsi que des accessoires de musique pour le Commodore 64.